# Tieton Dam
Der Tieton Dam ist ein aus Erde und Beton gebauter Staudamm am Tieton River im Yakima County im US-Bundesstaat Washington. Der Damm wurde 1925 in Betrieb genommen. Der von ihm aufgestaute See, der Rimrock Lake, hat einen Speicherraum von 244 Mio. Kubikmetern bei einem Gesamtstauraum von 251 Mio. Kubikmetern. Er stellt Wasser für die Bewässerung in der Landwirtschaft zur Verfügung. Der Tieton Dam ist Teil des Yakima Project. Flussaufwärts wird der Tieton River vom Clear Creek Dam gestaut, einem weiteren Element des Yakima Project. Etwa 8 mi (13 km) flussabwärts vom Damm wird der Fluss in den Tieton Main Canal geleitet.